# Кидни (остров)
Кидни (исп. Isla Celebroña; англ. Kidney Island) — небольшой остров в составе архипелага Фолклендские острова, расположен восточнее Восточного Фолкленда, недалеко от Порт-Стэнли.
Остров Кидни вместе с близлежащим и гораздо меньшим островом Кошон был определен BirdLife International как ключевая орнитологическая территория. К птицам, для которых этот участок имеет природоохранное значение, относятся фолклендские утки-пароходы (15 размножающихся пар), хохлатые пингвины (500 пар), магеллановы пингвины, белогорлые буревестники (1000 пар), серые буревестники, островные водяные печники и крапивники Кобба.

## История
Во время Фолклендской войны 1 мая 1982 года аргентинский военно-морской патрульный катер типа Z-28 HMS Tiger Bay был повреждён недалеко от острова вертолётом Westland Lynx HAS.Mk.2/3 с HMS Alacrity. Вертолёт также сильно пострадал от ответного огня аргентинской вооруженной каботажной лодки ARA Forrest.